# 나를 차버린 스파이
《나를 차버린 스파이》(영어: The Spy Who Dumped Me)는 2018년 개봉한 미국의 코미디 영화이다. 수재나 포글 감독이 연출했고, 밀라 쿠니스, 케이트 매키넌, 샘 휴언이 출연한다.

## 줄거리
생일에 남자친구 드루에게서 문자 한 통으로 이별을 통보받은 오드리. 그녀는 잔뜩 분노하며 절친 모건과 함께 집에 있던 드루의 물건들을 모두 태워버린다.
그날 이후 오드리는 일하던 가게에 찾아온 손님에 의해 어느 봉고차 앞까지 오게 되고 얼떨결에 차에 올라탄다. 그리고 오드리를 데려온 두 남자들은 뜻밖의 이야기를 늘어놓는다. 평범한 소시민인줄로만 알았던 드루는 사실 CIA 요원이었고 현재 실종상태라는 것이다. CIA는 오드리가 그의 애인이란걸 알고는 드류의 행방을 묻지만 급작스럽게 너무 많은걸 알게 된 오드리는 횡설수설하고 남자들 역시 별다른 소득이 없자 순순히 그녀를 풀어준다.
집으로 돌아온 오드리는 곧바로 모건에게 드루가 스파이며 CIA 요원들이 드루를 찾고있다는 이야기를 하지만 통화를 하느라 정신이 없었던 모건은 그녀의 말을 귀담아듣지 않는다.
바로 그때 창문에서 요란한 소리가 나더니 드루가 나타난다. 빈정이 상해있던 오드리는 물건들을 모두 태우고 남은 박스만을 건네주는데 난데없이 드루의 이마에 빨간 점이 생긴다. 그 순간 오드리 집에 엄청난 총격이 쏟아지기 시작하고 집은 순식간에 아수라장이 되고 만다. 총격을 피해 식탁 밑에 몸을 숨기고 있는 오드리에게 누군가가 총을 겨눈다. 그는 바로 모건의 남자친구. 그 역시 킬러였던 것이다.
드루는 오드리에게 어떤 트로피 하나를 넘겨주며 오스트리아 비엔나에 있는 카페에서 '베르네'라는 자를 만나라는 말을 남기고는 총에 맞아 즉사해버린다. 혼자 남은 오드리는 재빨리 친구 모건과 도망쳐 나온다. 차를 타고 도망가는 길, 어디를 가야할지 고민하던 두 사람은 드루의 부탁을 들어주자는 모건의 제안으로 오스트리아로 향한다.
비엔나에 한 카페에서 식사를 하고있던 두 사람은 평화로운 카페가 총질과 칼질이 난무하는 아수라장으로 변하는 걸 보고는 자신들이 국제 범죄에 연루되었단 사실을 깨닫고 급히 도망길에 오른다. 하지만 이미 오드리가 가진 트로피를 노리는 자들이 줄줄이 따라붙기 시작한다.
이후 오드리와 모건은 도망길에 우연히 만난 CIA 요원 서배스천으로부터 여러 가지 기술을 전수받으며 스파이로 거듭나기 시작한다.

## 출연
- 밀라 쿠니스 - 오드리 스토크먼 역
- 케이트 매키넌 - 모건 프리먼 역
- 샘 휴언 - 서배스천 헨쇼 역
- 저스틴 서로 - 드루 세이어 역
- 질리언 앤더슨 - 웬디 역
- 하산 미나지 - 더퍼 역
- 이반나 사흐노 - 나데쟈 역
- 프레드 멜러메드 - 로저 번스틴 역
- 제인 커틴 - 캐럴 프리먼 역
- 폴 라이저 - 아니 프리먼 역
- 케브 아담스 - 비테아우토 운전자 루카스 역
- 올라뷔르 다리 올라프손 - 핀란드 여행자 역
- 톰 스토턴 - 에드워드 스노든 역
- 제임스 플리트 - 톰 역
- 미리암 노바크 - 베르네 역